# Stenostola pallida
Stenostola pallida là một loài bọ cánh cứng trong họ Cerambycidae. Loài này được Gressitt miêu tả khoa học lần đầu tiên năm 1951.